# Valfarta
Valfarta (aragónul Val Farta) község Spanyolországban, Huesca tartományban. Valfarta Sena, Villanueva de Sigena, Ontiñena, Peñalba, Bujaraloz és La Almolda községekkel határos. Lakosainak száma 54 fő (2024).

## Népesség
A település népessége az utóbbi években az alábbiak szerint változott:
| Lakosok száma | 101  | 91   | 99   | 90   | 74   | 73   | 66   | 67   | 58   | 54   |
|               | 2001 | 2004 | 2007 | 2009 | 2012 | 2014 | 2017 | 2019 | 2022 | 2024 |